# Yonathan Suryatama Dasuki
Yonathan Suryatama Dasuki (* 21. November 1985 in Jember) ist ein indonesischer Badmintonspieler. 

## Karriere
Yonathan Suryatama Dasuki gewann 2005 bei den indonesischen Einzelmeisterschaften die Herrendoppelkonkurrenz mit Yoga Ukikasah. 2007 siegte er in der gleichen Disziplin bei den Dutch Open mit Rian Sukmawan. Bei der Badminton-Weltmeisterschaft 2009 wurde er ebenso wie 2010 mit letztgenanntem Partner Neunter. Beim Indonesia Open Grand Prix Gold 2010 wurden sie Zweite.

## Sportliche Erfolge
| Saison | Veranstaltung                     | Disziplin    | Platz | Name                                      |
| ------ | --------------------------------- | ------------ | ----- | ----------------------------------------- |
| 2005   | Indonesien: Einzelmeisterschaften | Herrendoppel | 1     | Yoga Ukikasah / Yonathan Suryatama Dasuki |
| 2006   | Singapur International            | Herrendoppel | 1     | Yoga Ukikasah / Yonathan Suryatama Dasuki |
| 2007   | Dutch Open                        | Herrendoppel | 1     | Rian Sukmawan / Yonathan Suryatama Dasuki |
| 2009   | Weltmeisterschaft                 | Herrendoppel | 9     | Rian Sukmawan / Yonathan Suryatama Dasuki |
| 2010   | Weltmeisterschaft                 | Herrendoppel | 9     | Rian Sukmawan / Yonathan Suryatama Dasuki |
| 2010   | Indonesia Open Grand Prix Gold    | Herrendoppel | 2     | Rian Sukmawan / Yonathan Suryatama Dasuki |